# Saint-Augustin-des-Bois
Saint-Augustin-des-Bois és un municipi francès situat al departament de Maine i Loira i a la regió de País del Loira. L'any 2007 tenia 985 habitants.

## Demografia

### Població
El 2007 la població de fet de Saint-Augustin-des-Bois era de 985 persones. Hi havia 337 famílies de les quals 63 eren unipersonals (24 homes vivint sols i 39 dones vivint soles), 98 parelles sense fills, 141 parelles amb fills i 35 famílies monoparentals amb fills.
La població ha evolucionat segons el següent gràfic:
Habitants censats

### Habitatges
El 2007 hi havia 382 habitatges, 355 eren l'habitatge principal de la família, 8 eren segones residències i 20 estaven desocupats. 368 eren cases i 14 eren apartaments. Dels 355 habitatges principals, 258 estaven ocupats pels seus propietaris, 89 estaven llogats i ocupats pels llogaters i 8 estaven cedits a títol gratuït; 2 tenien una cambra, 18 en tenien dues, 41 en tenien tres, 88 en tenien quatre i 206 en tenien cinc o més. 284 habitatges disposaven pel capbaix d'una plaça de pàrquing. A 123 habitatges hi havia un automòbil i a 206 n'hi havia dos o més.

### Piràmide de població
La piràmide de població per edats i sexe el 2009 era:
| Homes | Edats   | Dones |
| ----- | ------- | ----- |
| 0     | 95 o +  | 0     |
| 0     | 90 a 94 | 0     |
| 0     | 85 a 89 | 4     |
| 4     | 80 a 84 | 8     |
| 12    | 75 a 79 | 12    |
| 0     | 70 a 74 | 8     |
| 16    | 65 a 69 | 32    |
| 20    | 60 a 64 | 8     |
| 28    | 55 a 59 | 16    |
| 44    | 50 a 54 | 16    |
| 24    | 45 a 49 | 40    |
| 44    | 40 a 44 | 36    |
| 28    | 35 a 39 | 40    |
| 36    | 30 a 34 | 16    |
| 28    | 25 a 29 | 36    |
| 20    | 20 a 24 | 12    |
| 40    | 15 a 19 | 40    |
| 40    | 10 a 14 | 20    |
| 24    | 5 a 9   | 44    |
| 20    | 0 a 4   | 32    |

## Economia
El 2007 la població en edat de treballar era de 621 persones, 492 eren actives i 129 eren inactives. De les 492 persones actives 471 estaven ocupades (259 homes i 212 dones) i 22 estaven aturades (8 homes i 14 dones). De les 129 persones inactives 53 estaven jubilades, 53 estaven estudiant i 23 estaven classificades com a «altres inactius».

### Ingressos
El 2009 a Saint-Augustin-des-Bois hi havia 355 unitats fiscals que integraven 984,5 persones, la mediana anual d'ingressos fiscals per persona era de 17.694 €.

### Activitats econòmiques
Dels 25 establiments que hi havia el 2007, 1 era d'una empresa de fabricació d'elements pel transport, 3 d'empreses de fabricació d'altres productes industrials, 4 d'empreses de construcció, 6 d'empreses de comerç i reparació d'automòbils, 2 d'empreses de transport, 2 d'empreses d'hostatgeria i restauració, 1 d'una empresa immobiliària, 2 d'empreses de serveis i 4 d'empreses classificades com a «altres activitats de serveis».
Dels 8 establiments de servei als particulars que hi havia el 2009, 1 era un taller de reparació d'automòbils i de material agrícola, 1 guixaire pintor, 1 fusteria, 2 lampisteries, 1 perruqueria, 1 restaurant i 1 saló de bellesa.
Dels 2 establiments comercials que hi havia el 2009, 1 era una botiga de més de 120 m² i 1 una fleca.
L'any 2000 a Saint-Augustin-des-Bois hi havia 53 explotacions agrícoles que ocupaven un total de 1.540 hectàrees.

## Equipaments sanitaris i escolars
El 2009 hi havia 2 escoles elementals.

## Poblacions més properes
El següent diagrama mostra les poblacions més properes.